# 虹镇老街

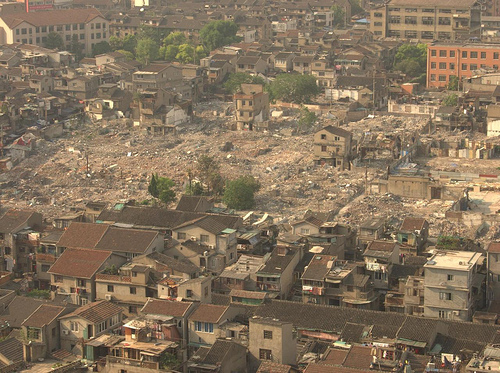
2008年的虹镇老街

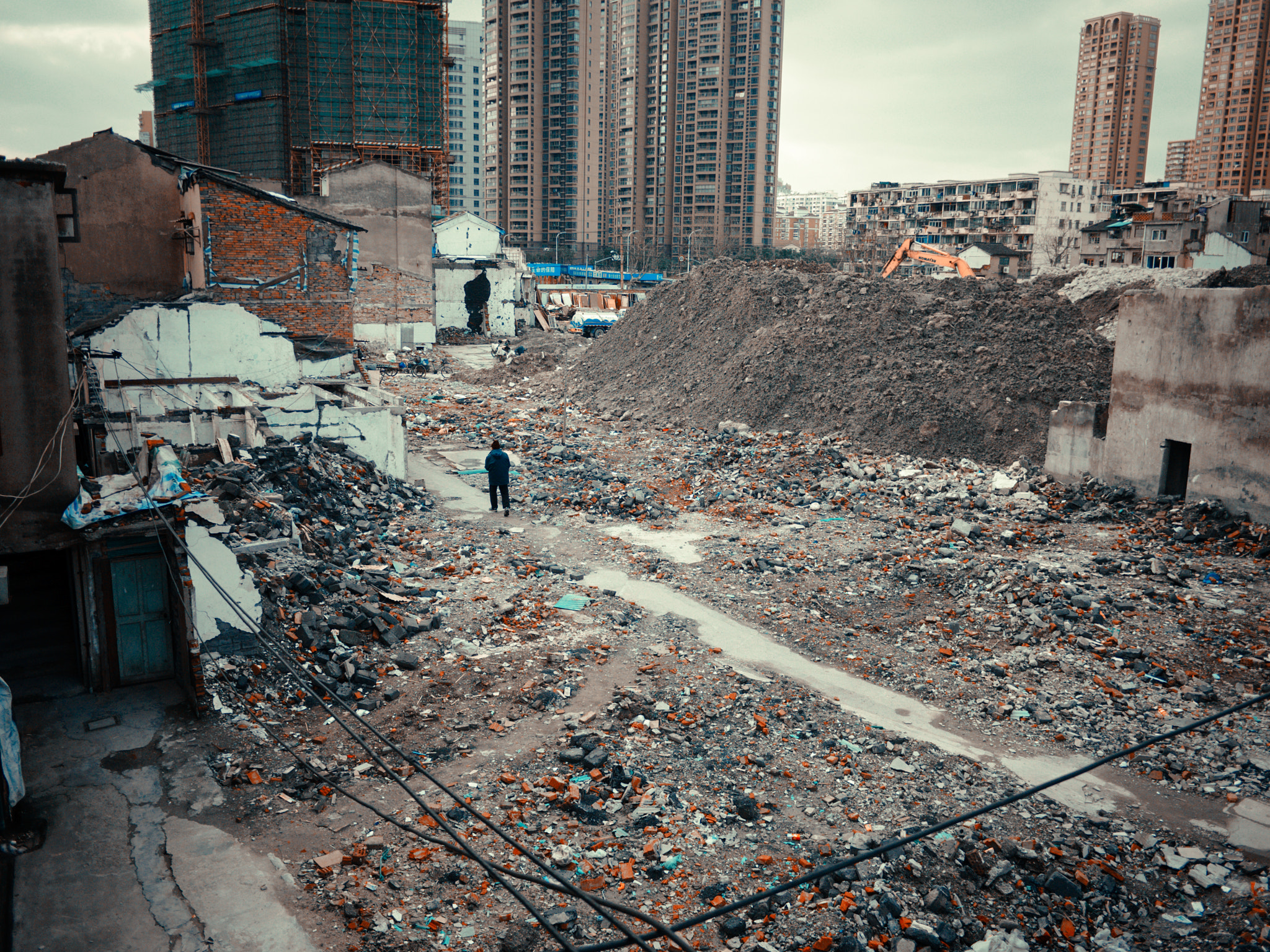
天宝路附近（2013年）

虹镇老街是中华人民共和国上海市虹口区东北部（嘉兴路街道）的一個區域，位於新港路、东沙虹港路、临平路和虹镇老街四条路之間，占地面积约90万平方米，得名於區域內長700米的同名道路。虹鎮老街區域一度是上海市区内最大的棚户区。2019年2月，虹鎮老街旧區改造完成，原先居住於棚戶區的居民全部拆遷，大多安置在曹路镇。原址建设国际级综合性社区瑞虹新城和55万平方米的商業綜合體瑞虹天地。

## 同名道路
虹镇老街這條馬路長700米，形成於清朝初年，1958年，鄰近馬路的一條河浜填埋後，虹鎮老街拓寬。

## 歷史
虹镇老街地域在元朝以前属于虬江水域，後逐步淤塞形成沙洲。清朝時此地為虹安鎮。20世纪初，此地稱為闸北虹镇，20世紀20年代出現虹镇、虹镇北街、虹镇老街等稱呼。
1945年到1950年，大批江浙移民來到虹鎮老街居住，他們用稻草泥巴搭建房屋，虹鎮老街開始形成大規模的居住條件簡陋的棚戶區，有超過1.38万户人家曾居住于此。1953年秋天，飞虹路發生大火，1000余间棚户被燒毀，居民重建時用砖木结构的房屋替代了泥墙草屋。20世紀70年代，虹鎮老街接通了自来水管。
1995年10月開始，虹口区政府与瑞安房地产公司開始共同對虹镇老街16个舊區進行改造，並陆续建成瑞虹新城1-7期。1998年，新建成的瑞虹新城開始有居民入住。2012年，計劃增加名為瑞虹天地的商業綜合體。2018年8月9日，虹鎮老街剩下的最後的棚戶區虹口区122街坊成功征收。2019年2月28日，虹镇老街7号地块A块最后1证居民自行搬家交房，標誌著虹镇老街地区的16个旧区地块改造徹底完成。